# Мазовія

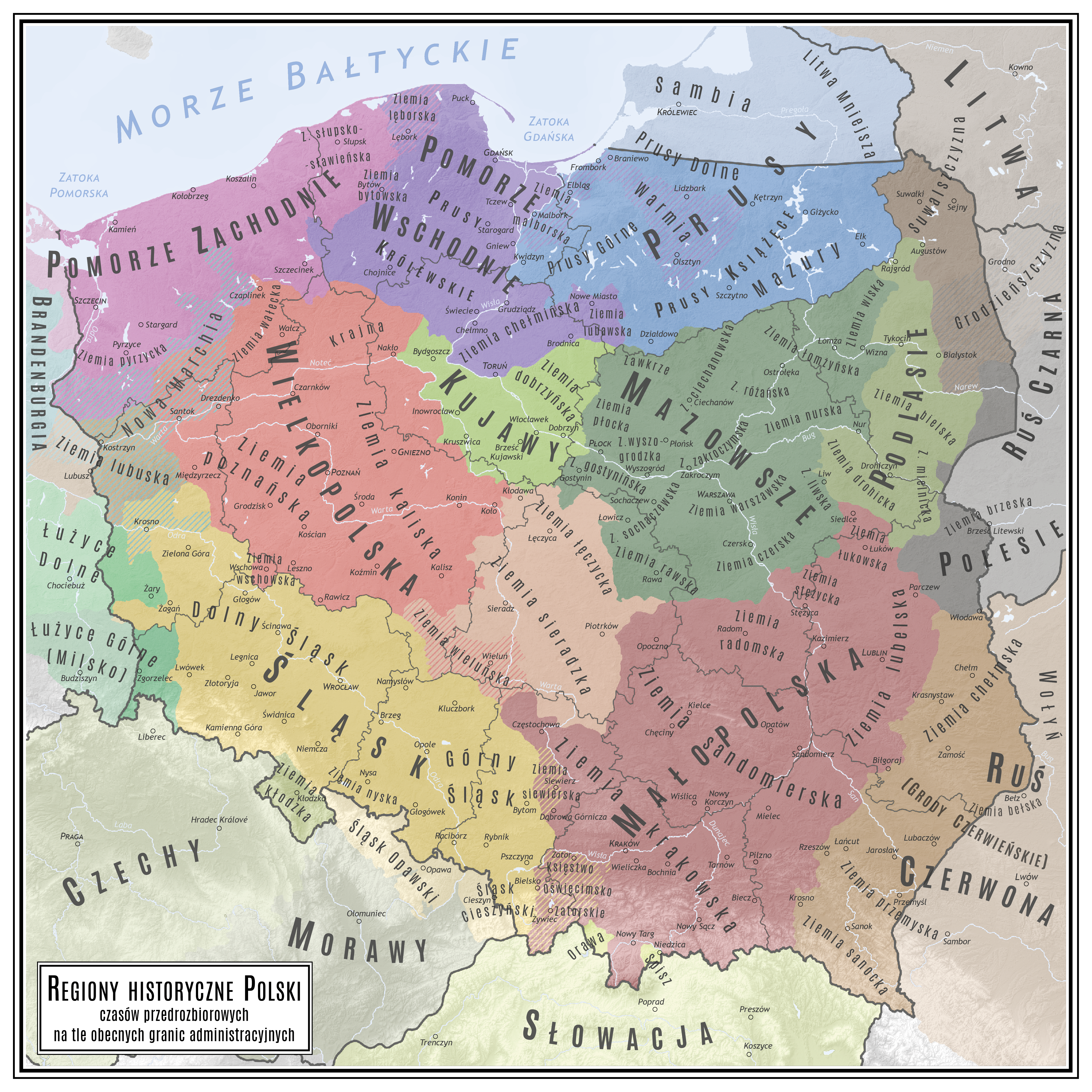
Мазовія та інші історичні землі Польщі на тлі сучасних адміністративних кордонів, До складу Мазовії входять 15 землі.

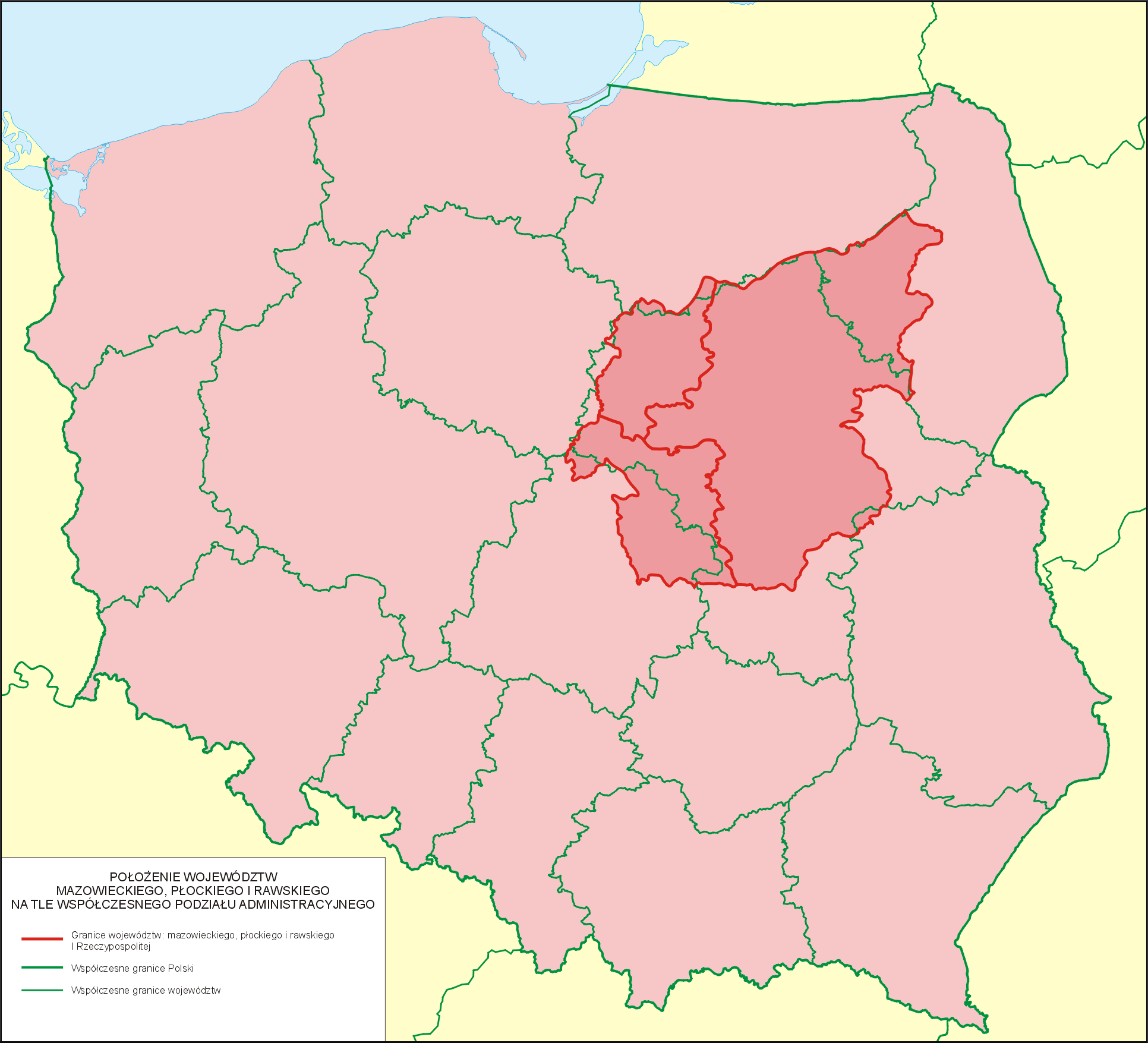
Мазовія (Равське воєводство, Плоцьке воєводство та Мазовецьке воєводство до поділ Речі Посполитої) на мапі сучасної Польщі.

Мазо́вія (лат. Mazovia, пол. Mazowsze) — історична область на сході Польщі. Розташована в середньому басейні Вісли і нижньому басейні Нарева і Західного Бугу. Названа так від племені мазовшан. Центральне місто — Варшава, сучасна столиця Польщі.

## Назва
- Мазовецька земля (лат. terra Mazoviensis)

## Історія

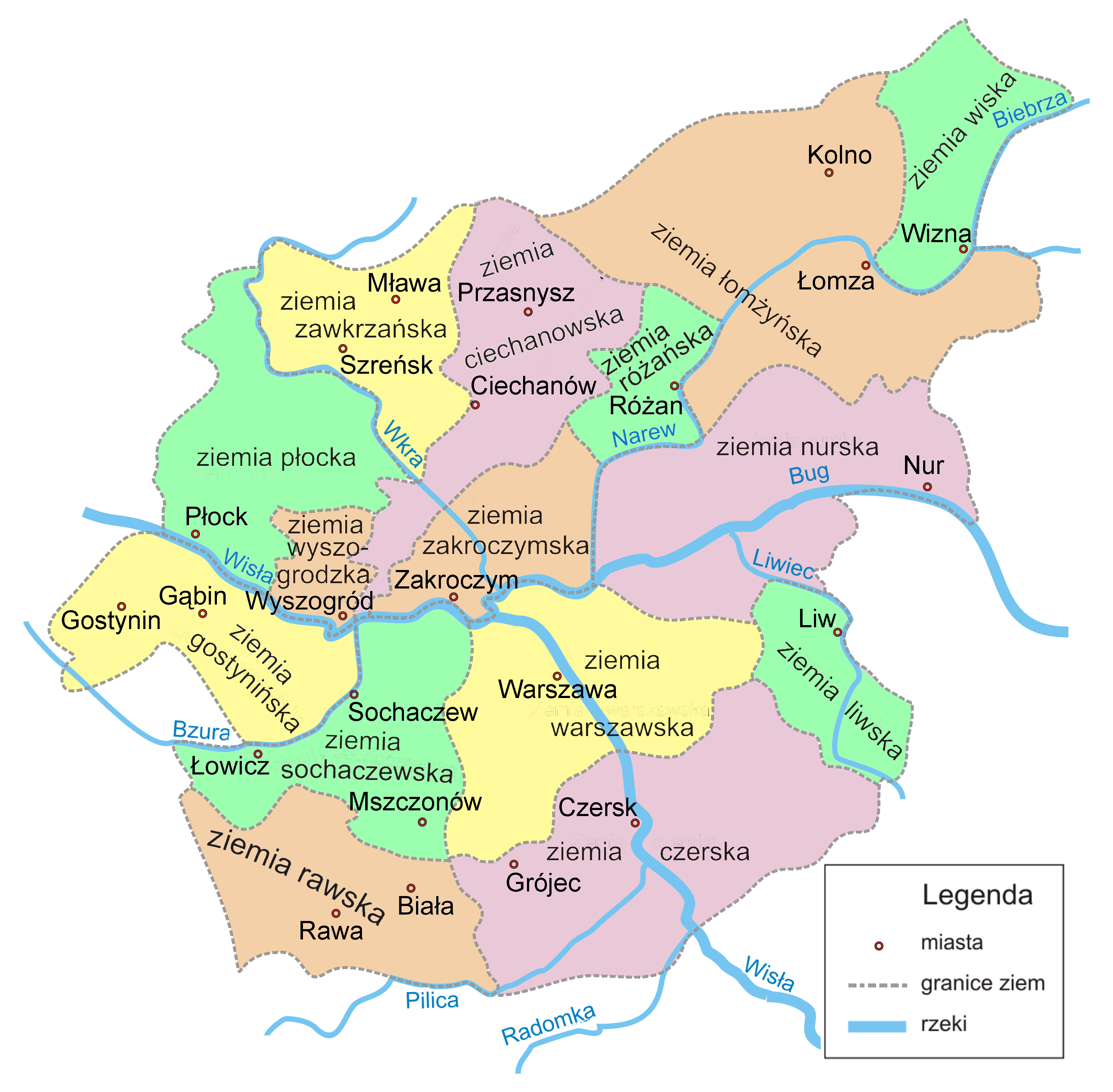
15 землі Мазовії.

Мазовію, ймовірно, завоював західно-полянський князь Мешко I, перший історичний правитель Польщі, у X сторіччі.
Під час хаосу, що настав за смертю Мешка II в 1034 р. і подальшого вторгнення з Богемії, Мазовія тимчасово відокремилася від Польщі під владою Мецлава. Її потім підкорив Казимир I Відновитель з допомогою Ярослава I Мудрого в 1047 р.
1138 року Болеслав IV Кучерявий отримав Мазовію у спадок і став її першим князем. Князівство Мазовія ділилася на уділи, що поступово переходили під владу польських королів (остаточно в 1526). До 1526 року у складі Польщі була окремим князівством, потім стала воєводством.
Столицею Мазовецького князівства було місто Варшава, 1596 року сюди перемістилася з Кракова столиця Польщі.
Після поділів Речі Посполитої Мазовія стала частиною Царства Польського в 1815 і Імперської Росії в 1831. В 1918 Мазовія включена в межі наново сформованої Другої Польської Республіки.
В 1999 було створено Мазовецьке воєводство, як один з 16 адміністративних регіонів Польщі.